# Second Sight (film, 1911)
Pour les articles homonymes, voir Second Sight.
Second Sight est un film muet américain réalisé par Thomas H. Ince et Joseph W. Smiley, sorti en 1911.

## Fiche technique
- Réalisation : Thomas H. Ince, Joseph W. Smiley
- Production : Carl Laemmle
- Date de sortie : États-Unis : 1er mai 1911

## Distribution
- King Baggot : Tom Moorland
- Mary Pickford : Gertrude Edgar
- Owen Moore : Owen Jackson
- George Loane Tucker